# Francisco Pérez Mateo

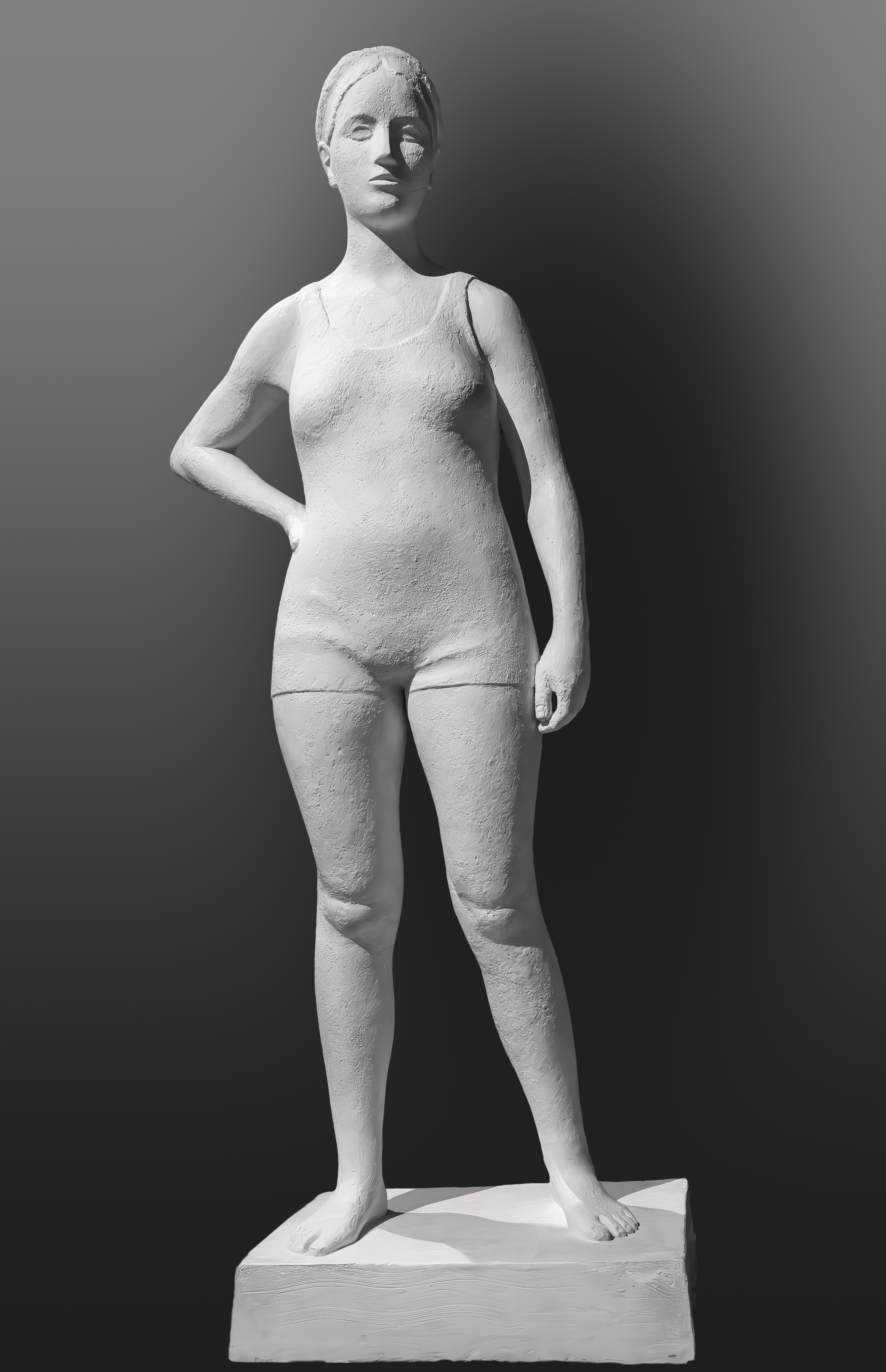
Banyista - Museu Nacional d'Art de Catalunya

Francisco Pérez Mateo (Barcelona, 17 de maig de 1903 – Madrid, 6 de novembre de 1936) va ser un escultor català, especialitzat en motius esportius. Encara que va tenir una vida professional curta, va ser un dels primers a dedicar-se als estils del Nou Realisme i la Nova Objectivitat sent coetani de la generació del 27 (en la denominada Generació del cinema i de l'esport). Va morir en el front de la defensa de Madrid l'any 1936 lluitant al front de Carabanchel. Després de la seva mort se li va dedicar un homenatge pòstum en l'Exposició Internacional de París de 1937 en el Pavelló de la República Espanyola. La seva obra va sofrir un oblit ja en el període de post-guerra, existint poca informació sobre el parador de gran part de la mateixa, de la qual se sap de la seva existència per bases de dades fotogràfiques.